# Zoológico de Guadalupe
Zoológico de Guadalupe, também conhecido localmente como Parc des Mamelles, é um jardim zoológico francês localizado na ilha de Basse-Terre, em Guadalupe, na comuna de Bouillante. Ocupa um terreno de , onde apresenta cerca de 450 animais de 85 espécies. Está localizado na Route de la Traversée, perto de Les Mamelles, duas montanhas no Parque Nacional de Guadalupe, de onde tira seu nome.

## História
O parque zoológico foi criado por Philippe Chaulet, vice-prefeito de Bouillante, de uma família produtora de café . Foi comprado por seu sobrinho Franck Chaulet e sua esposa Angélique Chaulet, née Brizard, em 1998, quando a estrutura estava em liquidação.
Eles criaram então o Tropical Forest Park Group para gerir a estrutura, ao qual se juntaram o Zoológico da Guiana e o Jardim Balata (Martinica)  em 2008, e depois o Zoológico de Martinica em 2014, todos gradualmente adquiridos pelo casal. Em 2018, o banco de investimento público e o fundo de investimento Trocadero Capital Partners adquiriram uma participação no grupo, juntamente com os fundadores e executivos do grupo .

## Instalações e vida selvagem apresentadas
A fauna do parque é predominantemente sul-americana, com cerca de 64 espécies representadas . Estes incluem um grupo de cerca de 280 répteis, aves e mamíferos, aos quais se juntam peixes, anfíbios e numerosos invertebrados (crustáceos, insetos, aracnídeos)  . Elas são apresentadas em um insetário. Vários felinos americanos são apresentados ao público: onça, puma e jaguatirica [carece de fontes?]. O zoológico participa de sete programas de reprodução conservacionista (EEP e ESB) da Associação Europeia de Zoológicos e Aquários, incluindo aqueles para a iguana-das-antilhas-menores, o panda-vermelho e o macaco-aranha-preto. [carece de fontes?] O parque também inclui um centro de cuidados com a vida selvagem, administrado pela associação SOS Wildlife e funcionários do parque .

## Economia
O parque recebeu cerca de 110 000 visitantes por ano na década de 2010, incluindo 35% dos guadalupenos  .